# 3-я Хорошёвская улица
Третья Хорошёвская улица — улица на западе Москвы в районе Хорошёво-Мнёвники Северо-Западного административного округа от площади Маршала Бабаджаняна до улицы Берзарина.
С 10 июля 2013 года на 9 месяцев движение по улице было перекрыто из-за ремонта газопровода, а в 2015—2017 годах было организовано одностороннее движение (в сторону проспекта Маршала Жукова).

## Происхождение названия
3-я Хорошёвская была названа в 1953 году по расположению при Хорошёвском шоссе. Существовавшие ранее 1-я и 2-я Хорошёвские улицы в 1964 году были переименованы соответственно в улицы Куусинена и Зорге.

## Описание
3-я Хорошёвская улица начинается от площади Маршала Бабаджаняна, расположенной на проспекте Маршала Жукова в месте примыкания улицы Мнёвники, проходит на север вдоль железнодорожной линии Малого кольца МЖД (перегон «Пресня-Товарная» — «Серебряный бор»), слева на неё выходит Новохорошёвский проезд; заканчивается на улице Берзарина.

## Учреждения и организации
- Дом 11 — ПАО «ГИПРОСВЯЗЬ»;
- Дом 12 — ВНИИ телевидения и радиовещания; Росконцерт; «Русская Медиагруппа»; радиостанция «Монте-Карло».
- Дом 14 — ТЭЦ-16 Мосэнерго.
- Дом 17 — Государственная публичная научно-техническая библиотека Российской Федерации (ГПНТБ России)

## Общественный транспорт
- Станция МЦК  Хорошёво — в 240 метрах от начала улицы.
- Станция МЦК  Зорге — в 280 метрах от конца улицы.
- По улице проходят маршруты автобусов № с339